# Ctenopharynx intermedius
Ctenopharynx intermedius è una specie di pesci della famiglia dei Ciclidi. Lo si può trovare in Malawi, Mozambico, e Tanzania. Il suo habitat naturale sono i laghi di acqua dolce e i fiumi